# 飛越瘋人院
《飞越疯人院》（英語：One Flew Over the Cuckoo's Nest，新加坡又譯《大鬧瘋人院》）是1975年上映的美国心理喜剧片，第2部囊括五项奥斯卡至尊奖项的电影（至今共3部），世界电影艺术历史上最经典的美国巨著之一，被称为“影视表演的必修课”。
剧本改编自肯·克西的同名小说，曾获1975年第48届奥斯卡金像奖最佳影片，最佳男、女主角，最佳导演和最佳改编剧本五項至尊大獎。

## 劇情
1963年，俄勒冈州，兰德尔·帕特里克·麦克墨菲因法定强奸15岁少女被判入狱。为逃避刑罚劳动，他申请转介到精神病医院接受治疗。掌管着医院的护士长米德丽·拉契特冷酷，拥有被动攻击人格，经常恐吓病人。
麦克墨菲遇到了精神焦虑且口吃的21岁青年比利·毕比特、容易发脾气的查理·切斯维克、有妄想倾向且孩子气的马丁尼、口齿伶俐但郁郁寡欢的同性恋者戴尔·哈定、好战但粗俗的马克斯·泰伯、癫痫病人吉姆·塞费尔特和布鲁斯·弗雷德里克森、文静但有暴力倾向的斯坎伦，以及聋哑的美国原住民“酋长”布罗姆登，另外还有几位慢性患者。
麦克墨菲性格放荡不羁，让拉契特觉得自己的权威会受到挑战。为了给个下马威，她出手没收病人们的香烟，改为定时配给，还暂停他们玩纸牌的特权。麦克墨菲觉得自己陷入了对付拉契特的意志大战。他偷了一辆校巴，载着几个病人逃离精神病院，来到太平洋海岸钓鱼，鼓励他们发掘自己的能力，树立自信心。
听到医院护工说法官的刑期不适用于被认为有精神病的罪犯，麦克墨菲立马计划逃跑。他怂恿酋长布罗姆登用水疗控制台砸烂窗户。原来，麦克墨菲、酋长、泰伯是仅有几位被强制送入进入医院的非慢性患者，其他病人都是自愿进来，可以随时离开，但他们不敢这么做。切斯维克突然大发脾气，指责拉契特把他的香烟拿去分派，让麦克墨菲赢走了其他病人的配额，要求现在就把香烟给他拿来。麦克墨菲强行把烟拿给切斯维克，被其他护工上前阻止，酋长在乱局中救出麦克墨菲。
拉契特认为酋长、切斯维克和麦克墨菲不服从规矩，便安排他们去“电击室”接受惩罚。在等待惩罚的过程中，麦克墨菲给酋长一条黄箭口香糖，发现酋长能听会说，只为了避免接触他人而装聋作哑。麦克墨菲接受完電痙攣療法，回到病房的时候开始假装大脑受损，而这个惩罚也让他击败拉契特的心更加坚定。麦克墨菲和酋长计划逃跑，临行前趁拉契特和护工晚上离开，和朋友们暗地里搞了个圣诞派对。
麦克墨菲贿赂保安特克尔，偷偷带了女孩子坎迪和萝丝及几瓶酒进入病房。派对过后，麦克墨菲和酋长准备逃跑，邀请比利和他们一起走。比利想和坎迪约会，不愿意走，麦克墨菲让他和坎迪做爱。麦克墨菲和其他人喝醉酒，昏睡了过去，没有和酋长离开。
第二天早上拉契特到来时，病房一片狼藉，病人大多昏了过去。她发现比利和坎迪睡在一起，决定让比利在大家面前出洋相。比利克服口吃的毛病，和拉契特当面对质。拉契特说要跟比利的母亲告状，比利顶不住压力又口吃起来。拉契特带他去医生办公室。没过多久，麦克墨菲打了一位护工，和酋长一起翻出窗户，其他护工上前阻止。与此同时，比利用碎玻璃割喉自杀。拉契特入场进行日常活动，尝试缓和局势，麦克墨菲怒火中烧，勒住拉契特的脖子，还好其他护工上前控制麦克墨菲，拉契特才捡回一条命。
不久后，拉契特戴着护颈，用微弱的声音向大家喊话，哈定则带领大家无拘无束地打牌。麦克墨菲消失得无影无踪，大家都觉得他逃跑了。晚上，酋长看到麦克墨菲回到自己床上，上前打招呼，对麦克墨菲信守承诺、没有丢他一个人独自逃跑感到高兴，可麦克墨菲一声不响，活动不灵活，最终看到他的额头有切除脑白质留下的疤痕，才恍然大悟。酋长含着泪水和麦克墨菲抱在一起，说“你跟我走吧”，便用枕头闷死了他。之后他将水疗喷泉从地板上扯出来，狠狠砸向窗门，独自逃跑，其他病友被玻璃破碎的响声惊醒，看着他离开，为他欢呼。

## 演员
- 杰克·尼科尔森 饰 兰德尔·帕特里克·“R·P”·麦克墨菲（英语：Randle McMurphy）
- 露易絲·弗萊徹 饰 护士长米德丽·拉契特（英语：Nurse Ratched）
- 威尔·桑普森（英语：Will Sampson） 饰 “酋长”·布罗姆登（"Chief" Bromden）
- 威廉·雷德菲尔德（英语：William Redfield (actor)） 饰 戴尔·哈定（Dale Harding）
- 布拉德·道里夫 饰 比利·毕比特（Billy Bibbit）
- 西德尼·拉西克（英语：Sydney Lassick） 饰 查理·切斯维克（Charlie Cheswick）
- 克里斯托弗·劳埃德 饰 马克斯·泰伯（Max Taber）
- 丹尼·德维托 饰 马丁尼（Martini）
- 迪恩·布鲁克斯（英语：Dean Brooks） 饰 约翰·斯皮维医生（Dr. John Spivey）
- 威廉·杜尔（英语：William Duell） 饰 吉姆·塞费尔特（Jim Sefelt）
- 文森特·斯基亚维利（英语：Vincent Schiavelli） 饰 布鲁斯·弗雷德里克森（Bruce Frederickson）
- 迈克尔·贝里曼 饰 埃利斯（Ellis）
- 阿朗佐·布朗（Alonzo Brown）饰 服务员米勒（Attendant Miller）
- 卡科·坎巴卡（Mwako Cumbaka）饰 服务员沃伦（Attendant Warren）
- 内森·乔治（英语：Nathan George） 饰 服务员华盛顿（Attendant Washington）
- 玛丽亚·斯莫尔（英语：Mews Small） 饰 坎迪（Candy）
- 斯卡特曼·克洛瑟斯（英语：Scatman Crothers） 饰 夜班保安特克尔（Night Guard Turkle）
- 菲尔·罗斯（英语：Phil Roth） 饰 伍尔西（Woolsey）
- 路易莎·莫里茨（英语：Louisa Moritz） 饰 萝丝（Rose）
- 彼得·布罗科（英语：Peter Brocco） 饰 马特森上校（Col. Matterson）
- 小德罗斯·V·史密斯（Delos V. Smith Jr.）饰 囚犯斯坎伦（Inmate Scanlon）
- 约瑟普·埃利克（英语：Josip Elic） 饰 囚犯班奇尼（Inmate Bancini）
- 咪咪·萨尔基斯（Mimi Sarkisian）饰 护士菲伯（Nurse Pilbow）
- 泰德·马克兰（英语：Ted Markland） 饰 哈普·阿利希（Hap Arlich）

## 製作
片名“One Flew Over the Cuckoo's Nest”出自原著中酋长布罗姆登听他外婆说过的童谣：
Vintery, mintery, cutery, corn,

Apple seed and apple thorn,

Wire, briar, limber lock

Three geese in a flock

One flew East

One flew West

And one flew over the cuckoo's nest.
1963至64年，百老汇根据肯·克西的同名原著小说，演出了同名舞台剧，演员柯克·道格拉斯在剧中扮演麦克墨菲。道格拉斯买下原著的电影改编权，花了十年时间将作品搬上银幕，但没有找到愿意合作的制片方。到后来，他将版权卖给儿子邁克爾·道格拉斯，当时迈克尔凭借自己的电影作品积攒了不少人气。然而，柯克年近六旬，无法胜任麦克墨菲一角。金·哈克曼、占士·堅、马龙·白兰度和畢·雷諾斯曾被视为合适人选，但他们四个人都推掉了角色，该角色最终落到38岁的杰克·尼科尔森身上。道格拉斯安排索尔·扎恩兹出任联合制片人。
影片第一编剧劳伦斯·霍本让道格拉斯去看米洛斯·福曼的作品，认为福曼1967年的电影《消防员舞会》跟本片剧本想要达成目标有共同点。福曼飞到加州，逐页讨论剧本内容，列出自己想做的事情。相比之下，其他前来接洽的导演很少这么做。福曼在2012年写道：“在我看来，（这个故事）不只是跃然纸上的文学作品，而是生活的真实写照，写的是我1932年出生到1968年在捷克斯洛伐克的生活。共产党在我眼中就是护士拉契特，一直跟我说娜些事情可以做，哪些不能做，哪些话可以说，哪些不能说，哪些地方能去，哪些不能去，甚至还告诉我是什么身份。”
扎恩兹非常膜拜凯西，对凯西感到亲切，所以霍本完成初稿后，他便请求凯西参与剧本创作。凯西参与剧本的早期开发，但后来和制作人就选角和叙事角度产生创意分歧而退出。他后来起诉制作公司，结果以和解收场。
导演初步人选哈尔·阿什比建议让杰克·尼科尔森扮演麦克墨菲。尼科尔森之前没演过这类角色。为了配合尼科尔森的行程表，制作工程推迟了半年，道格拉斯后来在采访中表示感谢。

### 选角
道格拉斯的年长朋友丹尼·德维托率先加入剧组，在片中扮演病人马丁尼，他在外百老汇1971年制作的续集中继续扮演该角色。扮演酋长布罗姆登的威尔·桑普森由在捕鱼戏份中扮演港务长的梅尔·兰伯特引荐，他和道格拉斯在坐飞机的时候相遇，当时道格拉斯跟他说制片人希望找一个“大块头”扮演这个角色，而他原本是二手车经销商。兰伯特的父亲经常买车给美国土著，半年后他打电话给道格拉斯，说：“最王八蛋的印第安纳大块头会过来演戏！”
巴德·科特获选为比利·毕比特的扮演者。
米洛斯·福曼让谢莉·杜瓦尔扮演坎迪一角。巧合的是，她、尼科尔森和扮演特克尔的斯卡特曼·克洛瑟斯后来在小说《闪灵》的1980年改编电影中出演主角。福曼就1974年电影《没有明天的人》给杜瓦尔试镜的时候，被露易絲·弗萊徹吸引住目光，最终安排弗莱彻在那部电影出演配角，在本片出演护士拉契特。本片的选角导演弗雷德·罗斯和弗莱彻互相认识，他曾认为弗莱彻适合出演拉契特。即便如此，弗莱彻经过长达一年的四五轮面试，刷下珍妮·摩露、科琳·杜赫斯特、艾倫·鮑絲汀、安吉拉·蘭斯伯里、安妮·班克罗夫特和傑拉丁·佩之等人，才拿下护士拉契特这个角色。她于1974年和福曼、扎恩兹进行最后一次面试。圣诞节第二天，经纪人让她1月4日去俄勒冈州立医院开始排练。
弗莱彻在2016年回忆称尼科尔森的片酬“颇丰”，其他演员的薪资与此相当或相近。她在剧组呆了11个星期，税前片酬1万美元。

### 排练
正式开拍前的排练为期一周，于1975年1月4日在俄勒冈州启动，期间演员要观察病人的日常活动及小组治疗。杰克·尼科尔森和露易丝·弗莱彻还观看病人接受电击治疗。

### 拍摄
影片于1975年1月开机，大约三个月后杀青，取景地包括俄勒冈州塞勒姆及邻近地区，以及俄勒冈州海岸。
制片人决定在俄勒冈州立医院拍摄，这所医院是真实的精神病院，也是原著故事发生的地点。院长布鲁克斯非常支持拍摄工作，还亲自出演约翰·斯皮维医生。布鲁克斯安排给每位演员安排了要求跟踪的病人，部分演员甚至在病房过夜。他希望将病人带入剧组，得到制片人同意。道格拉斯后来回忆，自己到后来才发现当中许多人都是精神病犯人。
由于福曼不让演员回看当天拍摄的戏份，剧组开始对他失去信心，尼科尔森也开始怀疑自己的演技。道格拉斯让福曼给尼科尔森回看，福曼照做，尼科尔森从此恢复自信心。
原本担任摄影的哈斯克尔·韦克斯勒遭到解雇，由比尔·巴特勒换上。韦克斯勒认为自己之所以被解雇，是因为同时参与纪录片《地下》的摄制，正逃脱法律制裁的激进武装组织地下氣象員在片中接受访问。然而，福曼说是因为艺术分歧解雇了韦克斯勒。后来韦克斯勒和巴特勒一同凭借本片获得奥斯卡最佳摄影奖，但韦克斯勒说除了一两分钟的镜头，整部片子都是自己拍摄的。
巴特勒表示，尼科尔森一度不想和福曼说话：“杰克从来不跟米洛斯说话，只跟我聊天。”
剧组花光200万美元的初步预算，制作时间超出预期，还好亲自资助这部电影的扎恩兹跟自己的公司奇幻唱片（Fantasy Records）借款，才补全了差额。最终的制作成本达440万美元。

## 发行
影片于1975年11月19日在萨顿和派拉蒙剧院（Sutton and Paramount Theatres）首映，是1975年票房第二高的电影，在美国和加拿大拿下1.09亿美元的票房，是当时全球票房收入第七高的电影。由于影片在年底上映，大部分票房成绩都来自1976年。影片凭借5650万美元的租赁收入，成为1976年票房最高的电影。
影片在全球拿下1.63亿美元的票房，创下联美的最佳成绩。

## 評價
影片获得多数影评人的好评，少数人则持保留意见。罗杰·埃伯特表示：
|  | 米洛斯·福曼的《飞越疯人院》在很多方面的表现十分出色，就算犯了错，人们都会原谅。但有一点是犯了错的，那就是坚持承载比原著还要大的内涵，最终让角色的人性光辉在过程中彻底丧失重要性。虽然这么说，影片还是有一些光辉的时刻。 |

但埃伯特后来将电影列入个人的“经典电影”榜单。
《綜藝》的A·D·墨菲（A.D. Murphy）也给出中肯评价。
《纽约时报》的文森特·坎比也表示认可，他认为影片的喜剧内容不太能支撑起简明扼要、无法改动的悲剧结局，但所表演的内容是生动的，如果没有程式化的隐喻，观众一定会对影片呈现的人性光辉产生共鸣。
负责给影片从头到尾配乐的杰克·尼切用阴森的锯琴声（由罗伯特·阿姆斯特朗）和酒杯声谱曲。影评人斯蒂芬·麦克唐纳（Steven McDonald）认为电影的前卫特质延伸到配乐当中，时不时给人一种特别恐怖的感觉，即便在相对正常的时候。
影片在第48届奥斯卡金像奖上斩获“五项至尊大奖”，包括杰克·尼科尔森的最佳男主角奖、露易絲·弗萊徹的最佳女主角奖、福曼的最佳导演奖、最佳影片奖和劳伦斯·赫本和博·戈德曼的最佳改編劇本。影片目前在烂番茄获得83条评论，新鲜度94%，平均得分9.10/10。网站共识写道：“杰克·尼科尔森和露易丝·弗莱彻的对手戏是1970年代文化大战的最佳缩影，实现了导演认为影片三十多年后仍保持影响力的愿望。”
凯西说自己从来没看过这部电影，也不喜欢这部电影。这个说法得到恰克·帕拉尼克的证实：“我是通过杰克·尼科尔森主演的这部电影，第一次听到这个故事。凯西曾跟我说他不喜欢这部电影。”
1993年，影片因“在文化、历史及美学层面具有重大意义”，被美国国会图书馆收藏，入选國家影片登記表。

## 獎項
| 大奖                 | 奖项                     | 获提名者                                           | 结果                            |
| -------------------- | ------------------------ | -------------------------------------------------- | ------------------------------- |
| 奥斯卡金像奖         | 最佳影片                 | 邁克爾·道格拉斯和索尔·扎恩兹                       | 獲獎                            |
| 奥斯卡金像奖         | 最佳导演                 | 米洛斯·福曼                                        | 獲獎                            |
| 奥斯卡金像奖         | 最佳男主角               | 杰克·尼科尔森                                      | 獲獎                            |
| 奥斯卡金像奖         | 最佳女主角               | 露易絲·弗萊徹                                      | 獲獎                            |
| 奥斯卡金像奖         | 最佳男配角               | 布拉德·道里夫                                      | 提名                            |
| 奥斯卡金像奖         | 最佳改編劇本             | 劳伦斯·霍本和博·戈德曼                             | 獲獎                            |
| 奥斯卡金像奖         | 最佳攝影                 | 哈斯克尔·韦克斯勒和比尔·巴特勒                     | 提名                            |
| 奥斯卡金像奖         | 最佳剪辑                 | 理查德·周、林泽·克林曼和谢尔顿·卡恩                | 提名                            |
| 奥斯卡金像奖         | 最佳原创音乐             | 杰克·尼切                                          | 提名                            |
| 美国电影剪辑师       | 最佳剧情片剪辑           | 理查德·周、林泽·克林曼和谢尔顿·卡恩                | 提名                            |
| 波迪獎               | 最佳非欧洲电影           | 米洛斯·福曼                                        | 獲獎                            |
| 英国电影学院奖       | 最佳影片                 | 最佳影片                                           | 獲獎                            |
| 英国电影学院奖       | 最佳导演                 | 米洛斯·福曼                                        | 獲獎                            |
| 英国电影学院奖       | 最佳男主角               | 杰克·尼科尔森                                      | 獲獎                            |
| 英国电影学院奖       | 最佳女主角               | 露易丝·弗莱彻                                      | 獲獎                            |
| 英国电影学院奖       | 最佳男配角               | 布拉德·道里夫                                      | 獲獎                            |
| 英国电影学院奖       | 最佳剧本                 | 劳伦斯·霍本和博·戈德曼                             | 提名                            |
| 英国电影学院奖       | 最佳摄影                 | 哈斯克尔·韦克斯勒和比尔·巴特勒                     | 提名                            |
| 英国电影学院奖       | 最佳剪辑                 | 理查德·周、林泽·克林曼和谢尔顿·卡恩                | 獲獎                            |
| 芝加哥国际电影节     | 最佳影片                 | 米洛斯·福曼                                        | 提名                            |
| 凯撒奖               | 最佳外语片               | 最佳外语片                                         | 提名                            |
| 意大利电影金像奖     | 最佳外国导演             | 米洛斯·福曼                                        | 獲獎                            |
| 意大利电影金像奖     | 最佳外国演员             | 杰克·尼科尔森                                      | 獲獎                            |
| 美国导演工会奖       | 最佳电影导演             | 米洛斯·福曼                                        | 獲獎                            |
| 金球奖               | 最佳剧情片               | 最佳剧情片                                         | 獲獎                            |
| 金球奖               | 最佳剧情片男主角         | 杰克·尼科尔森                                      | 獲獎                            |
| 金球奖               | 剧情类电影最佳女主角     | 露易丝·弗莱彻                                      | 獲獎                            |
| 金球奖               | 最佳導演                 | 米洛斯·福曼                                        | 獲獎                            |
| 金球奖               | 最佳劇本                 | 劳伦斯·霍本和博·古德曼                             | 獲獎                            |
| 金球奖               | 年度最佳新演员           | 布拉德·道里夫                                      | 獲獎                            |
| 金银幕奖             | 金银幕奖                 | 金银幕奖                                           | 獲獎                            |
| 第19届格莱美奖       | 最佳电影或电视特辑原声带 | 杰克·尼切                                          | 提名                            |
| 堪萨斯城影评人协会奖 | 最佳导演                 | 米洛斯·福曼                                        | 獲獎                            |
| 電影旬報             | 最佳外国导演             | 米洛斯·福曼                                        | 獲獎                            |
| 洛杉矶影评人协会奖   | 最佳影片                 | 最佳影片                                           | 獲獎 （与《熱天午後》共同获得） |
| 銀緞帶獎             | 最佳外国导演             | 米洛斯·福曼                                        | 獲獎                            |
| 国家评论协会奖       | 十佳电影                 | 十佳电影                                           | 第3名                           |
| 国家评论协会奖       | 最佳男主角               | 杰克·尼科尔森                                      | 獲獎                            |
| 美国国家电影保护局   | 國家影片登記表           | 國家影片登記表                                     | 入选                            |
| 国家影评人协会奖     | 最佳男主角               | 杰克·尼科尔森                                      | 獲獎                            |
| 纽约影评人协会奖     | 最佳男主角               | 杰克·尼科尔森                                      | 獲獎                            |
| 纽约影评人协会奖     | 最佳女配角               | 露易丝·弗莱彻                                      | 亚军                            |
| 线上电影电视协会奖   | 电影名人堂               | 电影名人堂                                         | 獲獎                            |
| 人民选择奖           | 最受欢迎电影             | 最受欢迎电影                                       | 獲獎                            |
| 圣乔迪奖             | 最佳外国演员             | 杰克·尼科尔森 （与《猎爱的人》和《过客》一同提名） | 獲獎                            |
| 美国编剧工会奖       | 最佳改编剧本             | 劳伦斯·霍本和博·戈德曼                             | 獲獎                            |

影片入选英国广播公司2015年“百大美国电影”榜单，该榜单由全球影评人票选。
美国电影学会
- AFI百年百大電影 – 第20名
- AFI百年百大英雄與反派：
  - 护士长拉契特 – 第5大反派
  - 麦克墨菲 - 获提名的英雄
- AFI百年百大勵志電影 – 第17名
- AFI百年百大电影 (2007年版) – 第33名